# Arquímedes Lam
Arquímedes Lam Zamora (* 2. September 1978) ist ein mexikanischer Radrennfahrer.
Arquímedes Lam gewann 2003 die zwölfte Etappe der Vuelta a Costa Rica. Im nächsten Jahr gewann er zwei Etappen bei der Tour del Sol und konnte so auch die Gesamtwertung für sich entscheiden. In der Saison 2006 war er auf jeweils einem Teilstück der Vuelta Sonora und der Vuelta al Estado de Oaxaca erfolgreich. 2007 gewann er die erste Etappe der Vuelta a Guatemala.

## Erfolge
2003
- eine Etappe Vuelta a Costa Rica

2006
- eine Etappe Vuelta Sonora
- eine Etappe Vuelta al Estado de Oaxaca

2007
- eine Etappe Vuelta a Guatemala

## Teams
- 2008 (bis 01.08.) Canel’s Turbo Mayordomo
- 2008 (ab 01.08.) Tecos-Trek